# Ніколо Контаріні
Ніколо Контаріні (італ. Nicolò Contarini) — 97-й венеційський дож у 1630—1631 роках.

## Біографія
Належав до старовинного патриціанського роду. Син Джанґабріеле Контаріні з гілки Санта-Марія-Нова та Джованни Морозіні з гілки Сан-Больдо. Народився 1553 року. Вивчав філософію у Падуанському університеті. За життя він писав невеликі твори латиною, зокрема «De rerum perfectione libri sex» (надруковано 1576 року),  та відзначався гостротою розуму та красномовством.
1572 року втратив батька. У 1573 році став камерлінго Великої ради та членом мистецького товариства Академію дельї Анимосі. У політичному плані він підтримував Леонардо Донато.
1591 року призначається адвокатом Венеційської комуни. Потім засідав у низці дорадчих органах при Великій раді та Сенаті. У листопаді 1593 року він став одним із десяти експертів («мудрих»), що відповідали за річки К'ямпо. 1595 року знову стає адвокатом комуни. У 1596 році він став губернатором Фріулі. 1598 року увійшов до комісії з шести патриціїв, що відповідали за басейн Венеційської лагуни. 1599 року йому було доручено політично надзвичайно делікатне завдання в цій галузі, коли він відповідав за перенаправлення річки По, найбільшої річки Італії, яка торкалася не лише венеціанської території, а й території Папської держави. Того ж року обирається до Ради десяти, де він був членом комісії, яка мала завдання точніше визначити обов'язки цього органу. Водночас йому було доручено виконувати завдання у трьох комісіях, які відповідали за зерно, сіль, яка перебувала під державною монополією, та державний борг.
1600 року після руйнівної повені на річці К'ямпо йому було доручено надзвичайно складне завдання зміцнити та захистити надзвичайно довгі піщані мілини, що відділяли Венеційську лагуну від Адріатичного моря. 1601 року увійшов до Ради старійшин. 1602 року призначається проведитором з саниторії та відправлено до Фріулі боротися з наслідками епідемії чуми. Того ж року увійшов до комісії з десяти, яка розглядала питання оподаткування духовенства. У 1605—1607 роках входив до Ради старійшин, де рішучі виступав проти втручання Папського престолу у справи венеційської церкви.
У 1608—1610 роках брав участь у роботі Ради десяти та був одним з державних інквізиторів. 1609 року входив до комісії з систематизації та перегляду законодавства Республіки. У 1618–1620 та 1623–1624 роках активно виступав за поліпшення функцій в магістратурах: Авагадорії та Раді десяти, намагаючись зробити більш прозорними прийняття рішень та надання ширшого доступу до посад з менш заможних патриціанських родин.
У 1614—1615 роках перебував на посаді реформатора з освіти Падуї (відповідав за державні та приватні освітні інституції міста), де намагався допомогти прийняття до Падуанського університету протестантських студентів, але марно. У 1617 році на посаді табірного проведитора брав участь у бойових діях проти ускоків.
У 1620 році, за ініціативою Ради десяти, Контаріні змінив Андреа Морозіні на посаді державного історика та автора венеціанської хроніки «Історія венеційських справ» за період з 1567 по 1604 рік. Він використав спокійний період між груднем 1621 року та весною 1623 року, щоб написати свою «Венеційську історію». Одним із його завдань було наведення порядку у Секретній канцелярії дожів.
Під час фракційних розколів Венеції між прихильниками Джованні I Корнаро та Реньє Дзено наприкінці 1629 року Контаріні критикував Корнаро, але ніколи не був крайнім у своїй опозиції, що принесло йому повагу прихильників Корнаро.

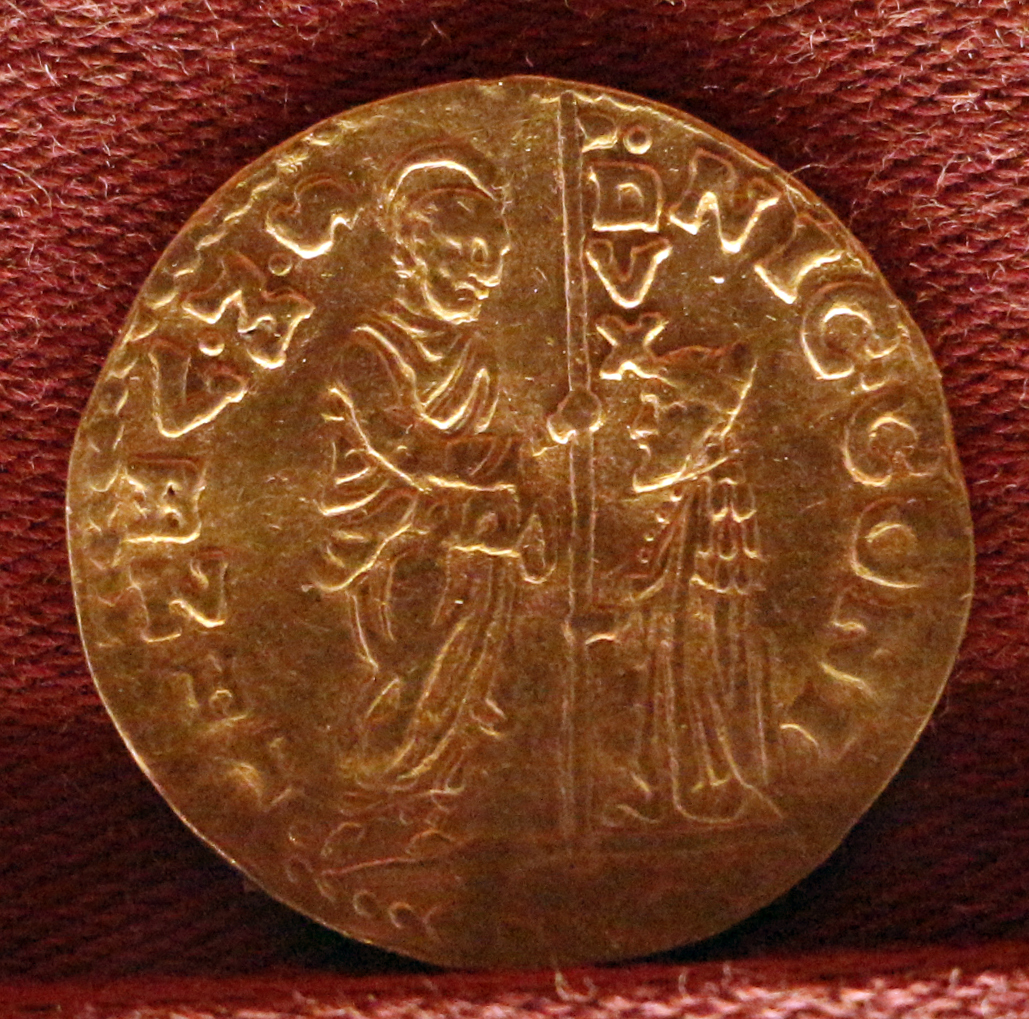
Цехін Ніколо Контаріні

Після смерті Корнаро гарячі дебати призвели до багатьох раундів голосування, оскільки прихильники Корнаро та прихильники Дзено не змогли дійти згоди щодо кандидата. Ніколо Контаріні зрештою став кандидатом, який йшов на компроміс, і був обраний дожем 18 січня 1630 року.
Правління Контаріні розпочалося невдало: венеціанські війська, які брали участь у війні за мантуанську спадщину, програли вирішальну битву під Валеджо у травні 1630 року. У червні 1630 року Венеція пережила перший спалах бубонної чуми, яку було занесено солдатами венеційської армії, яка відступала. Уряд оперативно вжив заходів, запровадив карантин для жертв чуми та спалив трупи, але не зміг запобігти смерті 150 тис. осіб. У жовтні 1630 року, на прохання Синьйорії, Ніколо Контаріні пообіцяв побудувати церкву на честь Пресвятої Діви Марії для закінчення чуми. Поразка і чума завдали ударів по Республіці, яка вимушена була погодитися на Регенсбурзький мир у жовтні 1630 року, вийшовши із війни за мантуанську спадщину.
Ніколо Контаріні помер від чуми у Венеції 2 квітня 1631 року, до того, як було закладено наріжний камінь цієї церкви, Санта-Марія-делла-Салюте. Поховано у церкві Санта-Марія-Нова.